# Гордана Каменаровић

## Гордана Каменаровић(Нови Сад,1958)српскајеглумица.[1]
Дипломирала је глуму на Академији уметности у родном граду и стални је члан драме Српског народног позоришта, а глумила је и на телевизији и филму. Била је професор глуме у Драмском студију Мире Бањац, а бави се и позоришном режијом. Бавила се синхронизацијом цртаних филмова у студију Суперсоник

## Позориште

### Улоге
- Савета, „Избирачица“ Коста Трифковић, режија Славенко Салетовић;
- Розалинда, „Како вам драго или како хоћете“ Вилијам Шекспир, режија Златко Свибен;
- Вида, „Слике жалосних доживљаја“, Милица Новковић, режија Слободан Унковски;
- Шталерка, „Кућа Страве“, Франц Ксавер Крец, режија Златко Свибен и Милан Плетел;
- Паулина Торњански, „Долња Земља“, Јаков Игњатовић – Ђорђе Лебовић, режија Дејан Мијач;
- Владислава Чутуковић, „Раванград“, Вељко Петровић – Ђорђе Лебовић, режија Дејан Мијач;
- Спикер, "Капетан Џон Пиплфокс", Душан Радовић, режија Златко Свибен;
- Александра Ивановна, „Платонов“, Антон Павлович Чехов, режија Стево Жигон;
- Водитељ, „Марио и мађионичар“, Томас Ман, режија Радослав Миленковић;
- Хермија, „Сан летње ноћи“, Вилијам Шекспир, режија Стево Жигон;
- Матурина, „Дон Жуан“, Жан Батист Молијер, режија Љубиша Георгијевски;
- Рецитатор, „Кантата Војводина“, Мирослав Антић, композитор Рудолф Бручи, диригент Младен Јагушт;
- Берта, „Пријатељи“, Аугуст Стриндберг, режија Атила Андраши;
- Кармен, „Три жене“, Воја Солдатовић, режија Дача Мараини;
- Пиа, „Злочин на козјем острву“, Уго Бети, режија Славенко Салетовић;
- Арделија, „Живот провинцијских плејбоја између два рата“, Душан Јовановић, режија Бранислав Мићуновић;
- Џени Пиратуша, „Билбао бал“, Бертолт Брехт, режија Зоран Тасић;
- Мис Мун, „Роман о Лондону“, Милош Црњански, драматизација Петар Марјановић, режија Стево Жигон;
- Каћа, „Три чекића, о српу да не говоримо“, Деана Лесковар, режија Егон Савин;
- Наталија, „Малограђани“, Максим Горки, режија др Влатко Перковић;
- Маша, „Луда игра“, Лев Бирински, режија Вида Огњеновић;
- Јелена, „Девета Дефанзива“, Стеван Копривица, режија Владимир Лазић;
- Меги Солдињак, „Магарац“, Жорж Фејдо, режија Желимир Орешковић;
- Голубице, „Друга врата лево“, Александар Поповић, режија Суада Капић;
- Мисирка, „Краљ Лир“, Вилијам Шекспир, режија Љубиша Ристић;
- Лекарка, „Стаза дивљачи“, Франц Ксавер Крец, режија Ивана Вујић;
- Краљица Ана, „Карлос Други омађијани“, Питер Барнс, режија Горан Вукчевић;
- Савина, „Очеви и оци“, Слободан Селенић, драматизација Петар Марјановић, режија Славенко Салетовић;
- Јагода, „Чудо у Шаргану“, Љубомир Симовић, режија Егон Савин;
- Малцика, „Кад би Сомбор био Холивуд“, Радослав Дорић, режија Радослав Дорић;
- Наталија Степановна, „После пола века“, Антон Павлович Чехов, Просидба + Медвед + Јубилеј, режија Љубослав Мајера;
- Г-ђа Бајер, „Црна хроника“, Светислав Басара, режија Душан Петровић;
- Ватрогасани капетан, „Ћелава певачица“, Ежен Јонеско, режија Златко Паковић;
- Јелена, „Роб љубави“, Иван М. Лалић, режија Жанко Томић;
- Магда Степанов, „Вере и завере“, Александар Тишма, драматизација и режија Душан Петровић;
- Наталија Сорина, „Галеб“, Антон Павлович Чехов, режија Жанко Томић;
- Патриша, „Крајности“, Вилијам Мастросимоне, режија Александар Гајин;
- Мир-Јам, „Рањени Орао“, Мир-Јам, режија Стојан Церовић;
- Моли, „Казанова“, Дејвид Греиг, режија Ђурђа Тешић;
- Рене, „Женски оркестар“, Жан Ануј, режија Воја Солдатовић;
- Јенте - проводаџика, „Виолиниста на крову“, Џ. Бок / Џ. Стејн, режија Воја Солдатовић;
- Олга Митровић, „Претерано наследство“, Владимир Паскаљевић, режија Филип Марковиновић;
- Ана Николајева Антипова, „Ујкин сан“, Фјодор Достојевски, режија Егон Савин;
- Мајка Њена, „Скочиђевојка“, Маја Пелевић, режија Кокан Младеновић;
- Људмила, „Полонеза Огињски“, Николај Кољада, режија Ана Илић;
- Госпођа Лугомирски, „Је ли било кнежеве вечере“, Вида Огњеновић, режија Вида Огњеновић;
- Нели, „Тајни дневник Вирџиније Вулф“, режија Милена Павловић;
- Прва дама, „Зојкин стан“, Михаил Булгаков, режија Дејан Мијач;
- Госпођа Сушић, „Ујеж“, Бранислав Нушић, режија Радослав Миленковић;
- Фемка Футошкиња, „Сеобе“, Милош Црњански, режија Вида Огњеновић;
- Тетка Савка, "Госпођа Министарка'', Бранислав Нушић, режија Радослав Миленковић
- Тетка Боса, "Оставите поруку'', Борислав Чичовачки, режија Вида Огњеновић
- Ивонина тетка, "Ивона, кнегиња бургундска'', Витолд Гомбрович, режија Радослв Миленковић
- више улога, "Војвођанска рапсодија'', Зоран Петровић, режија Владимир Лазић
- Баба "Лажа и паралажа'', Јован Стерија Поповић, режија Слободан Бранковић
- Нанчика, "Родољупци'', Јован Стерија Поповић, режија Радоје Чупић
- Марта Кори, "Вештице из Салема'', режија Никита Миливојевић
- Госпођа Бела, Хефгенова мајка, "Мефисто'', Клаус Ман, режија Харис Пашовић
- Јела ''Поетеса'', текст и режија Вида Огњеновић
- Миртина жена, "Скупљачи перја'', Александар Саша Пертовић, режија Дејан Пројковски

## Режије
- Миховил Логар: Покондирена тиква, комична опера (Српско народно позориште, Нови Сад);

## Телевизија
- 1981 - Кир Јања (ТВ драма), Јован Стерија Поповић, режија Дејан Мијач, ТВ Београд;
- 1984 - Јесен Ђуре Дражетића (ТВ филм), Александар Тишма, режија Јан Макан;
- 1984 - Беле удовице (ТВ драма), Деана Лесковар, режија Ђорђе Деђански, ТВ Нови Сад;
- 1985 - Наш учитељ четвртог разреда (ТВ драма), Вељко Петровић, режија Бранко Митић, ТВ Нови Сад;
- 1987 - Последње лето детињства (ТВ серија), Раде Обреновић, режија Боривије Гвојић, ТВ Нови Сад;
- 2019 - Нек иде живот (ТВ серија), режија Слободан Шуљагић

## Филм
- 1998 - Куд плови овај брод, Желимир Жилник, Тера филм, Нови Сад;
- 2003 - Звездан (кратки филм), сценарио и режија Филип Марковиновић, Кино клуб Нови Сад;
- 2004 - Добро јутро малигна ћелијо (кратки филм), сценарио и режија Марин Малешевић, Кино клуб Нови Сад;
- 2018 - Гранде Пунто - Пророчица

## Синхронизација
- 3,2,1, пингвини! - Фиџел, бака
- Андерсен прича приче (Суперсоник) - женске улоге
- Барби Мерипоза (Суперсоник) - Вила, Елина
- Мађарске народне приче (Суперсоник) - наратор
- Породица Слонић - Лора
- Холи Хоби и другари - Џоен Хоби, гђа Бејкер, Мини
- Чагингтон (Суперсоник) - Џени
- Џеронимо Стилтон (Суперсоник) - Сали Расмишен
- Смешни мали аутомобили

## Награде и признања
- награда за улогу Матурине у представи „Дон Жуан“ на 35. Сусретима професионалних позоришта Војводине, Панчево, 1985;
- награда за улогу Наталије Степановне у представи „После пола века“ на 44. Сусретима професионалних позоришта Војводине, Сомбор, 1994;
- годишња награда Радио Новог Сада за радио-драмско стваралаштво, 1994;
- годишња награда СНП за сезону 1993/1994, за улогу Наталије Степановне у представи „После пола века“.